# シェレフテオ
シェレフテオ（Skellefteå [ɧɛˈlɛ̌ftɛɔ] 発音例, 現地発音 [ʂɛˈlɛ̌ftɛ] ( 音声ファイル)）は、スウェーデン王国のヴェステルボッテン県にある都市。狭義ではシェレフテオ・コミューン（市）の中心地区のことをシェレフテオと呼ぶ。北緯は64度、ボスニア湾に面しており、中心地をシェレフテ川が流れている。2010年の人口は73,246人、市域は7,217平方キロメートル。

## 産業
シェレフテオ市には、銅や鉄鉱石、金などを産出する鉱山があり、ボリデン社などを中心に鉱業が盛んである。また、郊外に広がる針葉樹林の森林資源を生かした林業、製材業なども盛んである。工業用エレベータを製造するAlimak社の本社がある。近年はIT産業も盛んであり、North Kingdomなどのウェブデザインを手がける会社も有名である。
2020年代に初頭には、電気自動車向け車載電池を製造するノースボルト社のギガファクトリーが建設されたが、2025年に同社は倒産している。

## スポーツ
アイスホッケーのSHLシェレフテオAIK（アイコー）の本拠地である。

## 観光
一番の見どころは、1737年に建築されたというスウェーデン国内で最古の木橋「レヨン・ストルームス橋」。シェレフテオ教区教会に隣接する「教会村(Bonstan)」はかつて遠方から礼拝に訪れた信徒のための宿泊施設。

## 教育
キャンパス・シェレフテオにはルレオ工科大学、ウメオ大学のシェレフテオキャンパスがある。

## 出身人物
- イミー・エリクソン（英語版） (アイスホッケー選手)
- ヨアキム・ニーストロム（英語版） (テニス選手)
- ムーン・サファリ (プログレッシブロックバンド)
- ワナダイズ（英語版） (オルタナティヴロックバンド)

## 姉妹都市
- チェコ: パルドゥビツェ
- 中国: 銅陵市
- フィンランド: ラーヘ
- デンマーク: ヴェスティマーランズ
- エストニア: タリン
- ノルウェー: モー・イ・ラーナ

その他、
- 日本: 埼玉県秩父市とは産業連携交流都市である。

## その他
平成21年6月21日に放送されたNHK環境特集番組「SAVE THE FUTURE 科学者ライブ グリーンテックで未来を救え!」において、木造高層建築物の先進例として紹介された。